# مسجد الظفر دمري
مسجد ظفر دمري كان مسجدًا في منطقة الشجاعية في البلدة القديمة في غزة في فلسطين. تم بناؤه حوالي عام 1360 أثناء الحكم المملوكي للمنطقة وتم توسعته في عام 1498. وقد تعرض المسجد للضرر في مناسبات عديدة نتيجة للصراعات في المنطقة، وكان آخرها نتيجة للغزو الإسرائيلي لقطاع غزة.

## تاريخ
تأسس المسجد سنة 1360 (762 هـ ) على يد شهاب الدين أحمد بن عزافير الظافر الدمري، أمير المماليك، وسمي المسجد باسمه. دفن الظافر الدمري في المسجد. يشير نقش يعود تاريخه إلى عام 1498 (903 هـ) إلى أن المسجد تم توسيعه في هذا الوقت تقريبًا.
في أعقاب معركة غزة الثالثة في أواخر عام 1917، والتي استولى فيها الجيش البريطاني على غزة من القوات التركية، دمرت المدينة وتضرر مسجد ظفر دمري. وقد أعيد بناؤه في العقود التالية، خلال فترة الانتداب البريطاني في فلسطين.
كان مسجد ظفر دمري من بين أكثر من 170 مسجدًا تضررت خلال حرب غزة عام 2014؛ وكانت الأجزاء التي بُنيت في عام 2010 هي الأكثر تضررًا، وتم إجراء أعمال الإصلاح في عام 2015. وتديرها وزارة الأوقاف والشؤون الدينية. وتعرض المسجد مرة أخرى لأضرار أثناء الغزو الإسرائيلي لقطاع غزة، حيث تم قصفه وهدمه بالجرافات ثلاث مرات. وفي فبراير/شباط 2025، أعلنت وزارة الأوقاف في غزة أن 79% من المساجد في قطاع غزة قد دمرت.

## العمارة
تبلغ مساحة المسجد 24.5 by 26 متر (80 by 85 قدم) وتم بناؤه من الحجر الجيري والحجر الرملي. تم ترتيبها حول مساحة 13.8 by 9.2 متر (45 by 30 قدم) يوجد في الفناء قاعة للصلاة إلى الشرق، وإيوان إلى الجنوب، ومئذنة، وعلى الجانب الشمالي توجد مكتبة وغرفة دفن تحتوي على قبر الظافر الدمري. ويعود تاريخ المدخل في الجهة الشمالية إلى إنشاء المسجد عام 1360م، وفي أواخر القرن العشرين كان أحد أفضل المداخل المحفوظة من العصر المملوكي في غزة. ويوجد فوق الباب نقش يؤرخ لبناء المسجد. وفوق ذلك توجد حقول زخرفية من أنماط البرسيم والأشكال الهندسية. تم إضافة عدة إيوانات أثناء إعادة بناء المسجد بعد الحرب العالمية الأولى. بحلول تسعينيات القرن العشرين، لم ينجُ من هذه الأيوانات سوى إيوان واحد، وهو الإيوان الواقع على الجانب الجنوبي، ومن المرجح أنه يعود تاريخه إلى العصر المملوكي.
ترتبط قاعة الصلاة بالفناء من خلال بابين. ربما تم تطوير هذا الطريق للوصول إلى الفناء بدلاً من استخدام الممرات في سوريا. ويُستخدم هذا الأسلوب في مساجد أخرى في غزة مثل مسجد العجمي الذي يعود تاريخه إلى القرن الثالث عشر.

## روابط خارجية
- صورة للمسجد في الأرشيف الرقمي لمتحف فلسطين